# Di do prdele!
Di do prdele! je album od brněnské hudební skupiny Morčata na útěku, které vyšlo v roce 2017. Obsahuje 16 skladeb.

## Seznam skladeb
1. „Intro“ (Richard Strauss – Also sprach Zarathustra, Op. 30)
2. „Hledá se děda“ (Mandrage – „Hledá se žena“)
3. „Hraju na triangl!“ (Guns N' Roses – „Welcome To The Jungle“)
4. „Di do prdele!“ (vlastní tvorba)
5. „Lída 3: The Rozvod“ (Backstreet Boys – „Larger Than Life“)
6. „Zájezdní nevěstinec U zdechlé ludry“ (vlastní tvorba)
7. „Joža“ (PSY – „Gangnam Style“)
8. „Ožralci v botaskách“ („V širém poli studánečka“ – lidová píseň, Josef Zíma & Karel Štědrý – „Milenci v texaskách“)
9. „Prdy aneb píseň gasbombardikova“ (vlastní tvorba)
10. „Životní úděl dojiče Antonína Stručného“ (AC/DC – „Thunderstruck“)
11. „Hovnocuc se vrací“ (vlastní tvorba, nejedná se o remake jejich písně „Hownotsuts“ z alba Konec řezníků v Čechách)
12. „Hlášení odchytové službě“ (System of a Down – „Violent Pornography“, Maxipes Fík – znělka)
13. „Klus“ (Sepultura – „Roots Bloody Roots“)
14. „Carmageddon“ (remake)
15. „Planeta prasat“ (remake)
16. „Mix 2017“ (Manu Chao – „Bongo Bong“, Olympic – „Okno mé lásky“, AC/DC – „Hells Bells“, R.E.M. – „Losing My Religion“, Daft Punk – Get Lucky ft. Pharrell Williams, Nile Rodgers)

## Obsazení
- Yetty – zpěv
- Filipínec – bicí
- Ketchup – baskytara
- Mikesh – kytara